# Лашків (ґміна)
Ґміна Ляшкув (пол. Gmina Laszków) — колишня (1934—1939 рр.) сільська ґміна Радехівського повіту Тарнопольського воєводства Польської республіки (1918—1939) рр. Центром ґміни було село Ляшкув.

1 серпня 1934 р. було створено ґміну Ляшкув у Радехівському повіті. До неї увійшли сільські громади: Батиюв, Хмєльно, Грицоволя, Кустин, Ляшкув, Подманастирек, Руденко Ляцкє і Руденко Рускє.

У 1934 р. територія ґміни становила 115,43 км². Населення ґміни станом на 1931 рік становило 6 254 особи. Налічувалось 1 166 житлових будинків.
В 1940 р. ґміна ліквідована у зв’язку з утворенням Лопатинського району.